# Ábrahám Sándor
Ábrahám Sándor (Torda, 1932. július 24. – Veszprém, 2017. július 22.) magyar biokémikus, természettudományi szakíró.

## Életútja
Közép- és főiskolai tanulmányait Kolozsvárt a református kollégiumban, ill. a Bolyai Tudományegyetem kémiai karán végezte (1955), a kémiai tudományok doktora címet 1967-ben a bukaresti egyetemen szerezte meg. 1957-ig a marosvásárhelyi OGYI-ban, 1957 és 1964 között a kolozsvári Bolyai, majd a Babeș–Bolyai Tudományegyetemen működött, 1964-től ugyanitt a Biológiai Kutató Központ munkatársa volt.
Humboldt-ösztöndíjasként Nyugat-Európában tett tanulmányutat, hosszabb ideig a Philipps Egyetemen (Marburg, NSZK) dolgozott. Több mint száz szakcikke román, angol, német, francia, orosz nyelven 1957-től hazai (Studia Universitatis Babeș-Bolyai, Revue Roumain de Biochimie, Revue Roumain de Biologie, Studii și Cercetări de Biologie) és külföldi folyóiratokban vagy gyűjteményes kötetekben jelent meg. Mint az Eugen Pora vezette fiziológiai munkaközösség tagja, főleg a szteroid hormonok, a limfatikus rendszer (csecsemőmirigy) és a stresszkutatás terén ért el eredményeket. Az Akadémiai Könyvkiadó kiadásában megjelent munkája (Mecanismul de acțiune a hormonilor steroizi, 1975) Emil Racoviță-díj-ban részesült. Több biokémiai egyetemi tankönyv társszerzője, ismeretterjesztő írásait az Igazság és a Tribuna közölte. Magyar nyelvű munkája: A biokémia alapjai (Felszeghy Ödönnel, Kolozsvár, 1976). A Kémiai kislexikon munkatársa (1981).